# Eupithecia pediba
Eupithecia pediba är en fjärilsart som beskrevs av András Vojnits 1981. Eupithecia pediba ingår i släktet Eupithecia och familjen mätare. Inga underarter finns listade i Catalogue of Life.